# NGC 2896
NGC 2896 is een spiraalvormig sterrenstelsel in het sterrenbeeld Leeuw. Het hemelobject werd op 1 mei 1864 ontdekt door de Duits-Deense astronoom Heinrich Louis d'Arrest.

## Synoniemen
- MCG 4-23-7
- ZWG 122.9
- NPM1G +23.0198
- PGC 26985